# Lew Mironowitsch Zypurski
Lew Mironowitsch Zypurski (russisch Лев Миро́нович Цыпу́рский; * 7. September 1929 in Moskau; † 7. Januar 1985 ebenda) war ein sowjetischer Radrennfahrer.

## Sportliche Laufbahn
Zypurski war im Bahnradsport aktiv. Er war Teilnehmer der Olympischen Sommerspiele 1952 in Helsinki. Im 1000-Meter-Zeitfahren wurde er beim Sieg von Russell Mockridge zeitgleich mit Ladislav Fouček 12. des Wettbewerbs. Er erreichte damit die beste Platzierung eines sowjetischen Bahnradsportlers bei den Spielen in Helsinki.

## Berufliches
Nach seiner aktiven Laufbahn war er als Radsporttrainer in Moskau tätig.